# Río Blanco (Colorado)
El río Blanco es un curso natural de agua que nace la cordillera de los Andes en las laderas occidentales de la frontera internacional de la Región de Valparaíso y fluye con dirección general oeste hasta desembocar en el río Colorado (Aconcagua).
(No debe ser confundido con el río Blanco (Aconcagua), afluente del río Aconcagua)

## Trayecto
El río Blanco nace del estero de Leiva en la cordillera de los Andes y se dirige hacia el oeste y desemboca en el río Colorado (Aconcagua).

## Historia
Luis Risopatrón lo describe en su Diccionario Jeográfico de Chile (1924):: 774 
Blanco (Rio). Es de corto curso, formado por el estero de Leiva i otros, corre hacia el NW en un cajón que abunda en pasto i leña i se vacia en la márjen E del curso superior del rio Colorado, del Aconcagua; el sendero de subida del cajón tiene en su parte inferior una. cuesta bastante alta, pero no peligrosa i después otra cuesta de laja, mui resbalosa, mas baja que la primera. 2, 34, p. 390 i 391; 119, p. 58; 127; 134; i 156.